# Taharana dubia
Taharana dubia  (лат.) — вид прыгающих насекомых рода Taharana из семейства цикадок (Cicadellidae). Индонезия (остров Ява), Новая Гвинея, Филиппины. Длина самцов 6,9—8,2 мм, самок 9,4—9,7 мм. Общая окраска буроватая. Скутеллюм крупный, его длина больше длины пронотума. Голова мелкая, отчётливо уже пронотума (передний край конически округлённый); лоб узкий. Глаза относительно крупные, полушаровидные, занимают более двух третей дорсальной поверхности головы. Клипеус длинный и узкий. Эдеагус очень длинный, узкий, без шипиков. Сходны по габитусу с Taharana spiculata, отличаясь деталями строения гениталий.